# لانگبالیگ
لانگبالیگ (به آلمانی: Langballig) یک شهر در آلمان است که در اشلسویگ-فلنسبورگ واقع شده‌است. لانگبالیگ ۱٬۴۶۲ نفر جمعیت دارد.